# Darien (miasto)
Darien – miasto w Stanach Zjednoczonych, w stanie Wisconsin, w hrabstwie Walworth.